# 日本の悪霊
『日本の悪霊』（にほんのあくりょう）は、高橋和巳の長編小説。1966年（昭和41年）1月から1968年（昭和43年）10月にかけて『文藝』に中途までが断続的に連載されてのち、単行本にはならず、新たに150枚の書き下ろしと全面的な加筆修正を施した上で、1969年（昭和44年）10月刊行の『高橋和巳作品集6 日本の悪霊他』（河出書房新社）に収録された。文庫版は新潮文庫より、のちに河出文庫より刊行されている。
かつてテロリストとして強盗殺人事件を起こして逃亡した末に、微罪により自ら望んで警察に逮捕され、権力が自身の過去を暴いて徹底的に裁くことを望む男と、男の正体を暴くべく執拗に捜査を続ける元特攻隊員の刑事の二人の挫折を通して、全てをなしくずし型に日常の中に風化させてゆく、日本の風土の問題を提起した作品である。
1970年（昭和45年）には、黒木和雄監督・佐藤慶主演で映画化されたが、内容は原作とは大きく異なる。

## 執筆・発表経過

### 発表経過
高橋によれば、1958年（昭和33年）頃から本作の着想はあったものの、ひどく書き悩んでいたという。その理由を高橋はのちのインタビューで、「無理もないんで、問題がテロリズムという、たとえ表現の上にもせよ一歩踏みはずせば作者自身、少くとも精神において奈落におちいるだろう問題をあつかっているわけですから」と述べている。
本作は1966年（昭和41年）1月、『文藝』に「日本の悪霊」と題した第一部が発表されてのち、1968年（昭和43年）10月まで、中途までの各章が、断続的に同誌に発表された。そののち、1969年（昭和44年）4月から6月にかけ、新たに150枚を加筆し、全面的な加筆修正を施した上で『日本の悪霊』は完成。しかし単行本にはならず、同年10月から刊行の開始された『高橋和巳作品集』の第一回配本として、第六巻に収録される形で刊行された。一気に書き上げることの多い高橋にしては珍しく、1年以上にも及ぶ中断期間も挟んでおり、完成には苦労したことが窺われる。
また、中断時期の1967年（昭和42年）9月には、高橋は長文の随筆『暗殺の哲学』を『文藝』に発表している。高橋はこの随筆について、『日本の悪霊』の「行き詰りを打開すべく、同じ問題を、中間的に、評論のかたちでまとめてみたもの」と説明している。内容としては、古代中国の暗殺者の故事から、ロシア革命時のテロリストにまで言及しており、『日本の悪霊』とも思想的に強い繋がりを持つ作品である。
各章の初出は以下の通りである。
- 第一章「日本の悪霊」 - 「日本の悪霊」『文藝』1966年1月号
- 第二章「牢獄と海」 - 「異端裁判」『文藝』1966年3月号
- 第三章「逃亡」 - 「逃亡」『文藝』1966年6月号
- 第四章「かすかな響き」 - 「かすかな響き」『文藝』1966年9月号
- 第五章「憤怒の時」 - 「憤怒の時」『文藝』1968年1月号（その1は書き下ろしで、その2からその4が雑誌掲載稿）
- 第六章「異端裁判」 - 「闇の遺産」『文藝』1968年10月号（雑誌掲載稿のうち、（一））
- 第七章「闇の遺産」 - 「闇の遺産」『文藝』1968年10月号（雑誌掲載稿のうち、（二）の、その1－その5）
- 第八章「裏切の花束」 - 書き下ろし
- 第九章「彷徨う屍」 - 書き下ろし

なお、作品集版と全集版とでは、第八章と第九章で構成に異同がある。これは全集編纂の際、内容としては、作品集版の第八章「裏切の花束」は第九章「彷徨う屍」の1までを含まないと完結せず、第九章も作品集版「彷徨う屍」の2から始まるのが妥当、と考えられたためであった。そのため、作品集版の第九章「彷徨う屍」の1を、第八章「裏切の花束」の3とする形に再編された。この変更については、作品集刊行と同時に高橋が発病し死去したため、本人が修正することはできなかったが、高橋自身も「その不都合さを認めていた」とされる。
高橋の長編小説の中で、単行本として刊行されなかった唯一の作品であり、高橋が完成させた最後の長編小説でもある。下記の『わが悪魔論』では、高橋は本作を「いろんな意味で僕の一つのサイクルの完了になっている」と述べていたが、1971年（昭和46年）の病死によって、新たなサイクルの開始が果たされることはなかった。

### 『わが悪魔論』
高橋は、作品集刊行時の『日本読書新聞』のインタビュー『わが悪魔論』にて、本作は『憂鬱なる党派』の落とし子的な感じを持っているとし、発想としても、朝鮮戦争や火焔瓶闘争の時代から8年後に主人公が姿を現し、戦後や政治の人間的意味が明らかになっていく、という『日本の悪霊』の構想は、主人公の遍歴により学生時代の行動や人間関係の意味が明らかになっていくという『憂鬱なる党派』の発想と飛躍的に変わるところはない、としている。
また、従来は末尾で、追及される村瀬と追及する落合の間で激論がある予定だったといい、それも「政治の中にもっとも典型的に表われてくる人間の悪魔性を中心にしていわば「悪魔論」をたたかわせるはずだった」としている。しかし、その「悪魔論」の部分だけがどうしても浮き上がってしまい、作品に上手く収まらなかったことから、結局は対話とは正反対の、沈黙の睨み合いという形となった。
ただし高橋は本来、そのような激論がクライマックスで交わされ、相互破局が現出するというのが普通の小説の形であろうとし、そのような、下された罰に対し、己の全てを賭けて思想を表白する作品の例として、アルベール・カミュ『異邦人』を挙げている。しかし、『日本の悪霊』においては展開がそのような形にならず、全てがなしくずしになっていった理由として、以下のように述べている。

## あらすじ
村瀬狷輔は、大学在学中に共産党に入党し、山村工作隊や火炎瓶闘争にも参加したが、やがて党がそのような過激な方針を放棄した際、これに反対して除名処分に付される。孤立した村瀬らの小グループは、金融機関の襲撃やテロ活動へと深入りしていき、遂には資金調達のため、京都府下最大の山林地主の家へ侵入し、当主を殺害して金を強奪する。しかし犯行直後、6名のメンバーは包囲していた警察によってすぐに逮捕され、残る3名のうち、強奪した金を鞄に詰めて逃げていた黒岩も、死体となって疏水に浮かぶ。結局、逃亡に成功したのは、村瀬とリーダー格の鬼頭正信のみだった。
村瀬は逃亡のため、同棲していた山科初子を下宿に置き去りにし、彼女との間に生まれた子供をカムフラージュのために連れ出したが、その子供をも途中で足手まといとなったために捨ててしまう。その後は8年間、あらゆる職業を転々とし、浮浪者や暴力団にも加わりながら逃亡を続けてきた。しかし次第に、底知れぬ虚無感に捉えられるようになる。その虚無感に耐えきれなくなった村瀬は、見知らぬ自動車修理工場を訪ねて3,000円の金を貸してくれるよう要求し、自ら望むような形で、強盗容疑により逮捕される。村瀬は、警察が過去の山林地主殺害事件を暴き、自身を徹底的に裁くことを望んだのだった。
刑事の落合は村瀬を一目見て、彼が単なる強盗容疑者ではなく、何か深い謎を秘めた人物であることを直感した。そして、単なる強盗容疑者への捜査の枠を越え、村瀬の過去について調べ始める。落合は特攻隊の生き残りで、戦いが終わって家庭復帰を命ぜられても素直に順応できず、異例の高学歴でありながら、平刑事を十数年続けている人物だった。
やがて落合は、村瀬が8年前に精密機械織田製作所のストライキの指導に当たっていたこと、その前に山村工作隊員として、和歌山県の山村で工作に当たっていた事実を突き止める。しかし、村瀬は結局、単なる強盗犯として送検されることとなる。
公判で検事側は、過去に米軍のジープと拳銃の奪取を目的として、ハリマン少尉が襲撃された事件、洛中銀行頭取の娘の深井阿佐子の誘拐未遂事件に村瀬が関与していたこと、友人の峯六也の自殺幇助の疑いもあることを陳述した。しかしいずれも、時効であったり決定的な決め手を欠いたりしており、犯罪の立件にまでは至らない。検察側も、被告の人格その他に関する補強意見として問題を提出するに留める、という姿勢だった。
しかし落合は、村瀬が検察庁送りとなり、公判が始まって完全に事件が自分の手を離れても、執念を燃やして捜査を続けていた。その結果、村瀬が関与した事件の、ほぼ全貌を摑むに至る。しかし次第に、事件の核心に迫りつつある落合に、上司や検察庁が露骨に不快感を示すことに気が付く。既に村瀬も気が付いていたが、村瀬のグループには警察への内通者がおり、事件は最初から警察に筒抜けだった。山林地主の襲撃事件は、一種の権力犯罪なのだったのである。
一方、長く平刑事と独身の立場を貫いてきた落合も、遂に昇進試験に合格すると共に、婚約者ができた。頑なに世間の常識的秩序や階段に背を向けてきた戦後の落合のこだわりも、次第に風化し、平凡な大人への道を歩み始めたのだった。
そして判決の日、「彼らが全力を尽して自分の全過去をあばいてくれるなら受けて立っていいと思っていた」村瀬に対し、裁判所は爆発物取締罰則違反・強盗容疑共に、無罪判決を言い渡す。激怒する村瀬と共に、落合もまた「怒りと恐怖」に襲われる。こうして一連のテロ事件は謎のままに終わり、裁判所を出た村瀬は、道路の向こうに妹の姿を認める。よたよたと手を伸ばして村瀬がそのほうへ歩み寄っていったとき、つんざくような自動車の急ブレーキの音がした。

## 登場人物

### 主要人物
- 村瀬 狷輔 - 主人公の一人。1930年（昭和5年）に妾の子（私生児）として生まれ、貧困の中で国立大学の文学部哲学科に入学したが、在学中に日本共産党に入党。卒業後も企業に就職することなくテロ活動を続けた[18]。伊三次事件のほか、過去にはジープと拳銃を奪うための米兵襲撃事件や、銀行頭取の娘の誘拐未遂事件なども起こしている[24]。
- 落合 知良 - 主人公の一人。元特攻隊員の刑事。村瀬と同じ国立大学に在学していたが、戦後社会に適応できなかったために中退し、「一生を交通整理係で終ろう」と決心して警察官となった。異例の高学歴でありながら、昇任試験を受けることなく、十数年間に渡って平刑事を続けている[23]。

### その他
- 村瀬 年子 - 村瀬の妹[29][30]。容姿は醜く、近隣の子供たちにいじめられると共に、兄の村瀬からも暴力を振るわれていた[31]。村瀬の大学進学の資金を捻出するため、淫売窟へと売られ、娼婦となった[29][32]。村瀬とは20年間も会っていなかったが、第一回公判に不意に姿を現し、再会を果たした[32]。
- 山科 初子 - 村瀬のかつての愛人[33]。村瀬との間に私生児の蒔夫を産んだが、嬰児の蒔夫は逃亡中の村瀬によって郊外の川沿いに捨てられ、行方不明となっている[34][注 2]。
- 深井 阿佐子 - 8年前に村瀬に誘拐された、洛中銀行頭取の娘（当時16歳）。何の疑いもなく外出を楽しんでいたが、急に発熱と腹痛を訴え、村瀬によって病院に運び込まれる[36]。その後も、犯人の容貌をはっきりと言おうとせず、村瀬を庇っていた[37]。
- 鬼頭 正信 - 山林地主殺害事件を起こした村瀬らのグループのリーダー[24]。
- 伊三次 膳内 - 村瀬らの強盗殺人により殺害された山林地主。衆議院議員選挙への立候補を期し、莫大な資金を準備していた[38][24]。伊三次事件は、実際に1952年（昭和27年）8月7日に発生した、横川事件をモデルとしている[39]。

## 評価・分析

### 村瀬の自罰
村瀬たちが起こした山林地主殺害事件の真相については、作中で殆ど何も語られることがない。脇坂充は、「作者ははっきりと書いてはいないが、警察と結び、情報を流していたのは鬼頭以外には考えられない構成になっている」とし、鬼頭をエッセイ『暗殺の哲学』でも取り上げられたエヴノ・アゼフ的な位置にある人物としている。伊藤益も脇坂の論に賛同する形で、「作品構成上、内通者は首魁の鬼頭正信だったとしか考えられない」とし、そうだとすれば犯行に至る過程からその後の村瀬の8年間の逃亡生活までの全てが、「悲劇性を帯びた喜劇の様相を呈することになるだろう」としている。
伊藤は、過去の自身の犯罪が暴かれることを自ら欲する村瀬の、「つまらぬ犯罪を犯してみずから捕われようとした心理の中には、たとえ金輪際正当化はしえないとしても、政治が存在し、すべての人間関係を権力関係に転化する構造がある限り、抹殺しつくすことの出来ぬ悪の論理というものがあることを、何ものかに思い知らせたかったからだった。いや悪の論理が秩序の法則とまったく別なかたちであるわけではない。（中略）国家的規模で他民族の殺戮をすればそれは正義であり、個人や小集団がその同じ論理を体現すれば、なぜ殺人犯となり叛逆者とならねばならないのか」との言葉を引用し、国家的規模での犯罪と秩序の法則との奇怪な重なり合いという、誰もが一度は遭遇する疑問に基づき、現実の矛盾を指弾しようとしている、としている。一方で、「人を殺してはいけない」という公理に背いた村瀬には、そのような問いを投げかける資格が欠如しているとして、村瀬がこの問いに固執することは茶番でしかなく、失笑の対象でしかない、ともしている。
橋本安央は、村瀬が父を持たない私生児であることや、これまで人間の温かみを犠牲にしてきたという意識を持ち、「人間として生きてきたことの痕跡、全的な人間の交りがもたらす心の蓄積はなにもなかったのだ」と述べていることなどから、微罪で逮捕されて公判を受けることは、村瀬にとって「それが無からの自己救済であり、他者との関係性を再構築する、最後の寄る辺であるのだ。〈父〉と対峙することで、棄子たる村瀬はおのれを孤独から救済しようとするのである」と分析している。そして、逃亡の際に愛人との間に生まれた自らの幼子を棄てたことで、村瀬の〈棄子〉は反復され、裁判で無罪放免を告げられたことで、再び村瀬は〈父〉に棄てられたのである、と述べている。

### 村瀬の内面
橋本安央は上述の通り、〈棄子〉という視点から村瀬を分析し、〈父〉との対峙を望んで逮捕されたとしているが、同時に村瀬には〈母〉が欠落しており、これは他の高橋作品にも共通する事項である、としている。そして、村瀬にとって、欠落した〈母〉の代償となるのが、同じ私生児で醜い容姿をした妹の年子であり、少年時代、その妹を限りなく愛しながら、暴力を振るい続けた村瀬の虐待行為は、貧乏と私生児という共通項を持つ相手に向けられたものであることから、村瀬自身の分身に向けられたものでもあり、サディスティックであると同時にマゾヒスティックな行為でもある、としている。
その挙句、年子を娼婦として売りに出すことで、大学の学費を獲得した村瀬は、「妹を棄て、踏みにじることでおのれの現在がある」という点で『憂鬱なる党派』の西村恆一とも共通しており、受験参考書に没頭して見送りにも行かなかった村瀬からは、その罪意識の深さが垣間見えるとも、橋本は分析している。
伊藤益は、村瀬は「自分自身とその生活に何ら疑念を懐いていない人間」＝「自分自身を決して否定することのない存在」に対する深い憎悪を抱いており、この本質的な反省の欠落した精神である「自己同一性」への憎しみが、村瀬のあらゆる言動の原因だった、としている。しかし、この憎しみはあらゆる人間関係から村瀬を遠ざけ、どのような関係をも築き得なかったことにより、落合に自己の内部を披瀝しようとした際にも、何も言うことができなかった、ともしている。
また伊藤は、人間関係を構築できなかったことを後悔する村瀬の姿勢は一貫しておらず、「村瀬の内部には、テロリストの非情と、主情主義者の虚弱さとが同居している」としている。そして、この描写が意図的なものであることを示す挿話として、銀行頭取令嬢の誘拐未遂事件を挙げ、村瀬が誘拐した深井阿佐子を、発病のために病院へ連れて行き、自身の犯罪意図が露わになった後にも花束を贈っていたことや、阿佐子自身がその後も誘拐未遂犯の村瀬を恨んでおらず、言葉を濁して村瀬を庇おうとしていたことから、村瀬は「人間性を完璧に圧殺したテロリスト」などではなく、「他者とのあいだに何らかの関係を築き上げようという意志」を捨てきることができなかったのだ、として、「つまるところ、村瀬は非情に徹しきれない、中途半端で虚弱なテロリストだった」と述べている。

### 村瀬と落合
伊藤益は、落合刑事が村瀬に興味を抱いた理由について、かつて特別攻撃隊に所属して自ら殉じようとしていた政治勢力が無残に瓦解し、のみならず敗戦後も理念を捻じ曲げつつ同じ地位に留まり続けた支配者たちに対し「裏切られた」という思いを抱いていた彼が、「村瀬の内面に同質な何かが蠢いているのを感知したからだった」とし、「落合は、村瀬のなかに、信奉してやまない理念に裏切られた者に特有の虚無的で絶望的な眼差しをみとめたのだろう」と述べている。
桶谷秀昭は、「すべてを相対化する認識よりは、ごりごりの教条主義と言われようと何と言われようと、おのれの抱く観念を絶対として現実に体当りしていったらどうなるか、という情熱」が本作に底流しているとし、そうした情熱を戯画化してやまない日常的思惟への憤怒と呪詛を込めた告発者が、村瀬であるとしている。そして時代・体験・社会的立場が真っ向から対立する存在でありながら、落合刑事もまた作品の末尾で憤怒を共有する、もう一人の告発者であるとする。そして、「日本の悪霊」とは、村瀬と落合が共有するこの憤怒であると同時に、村瀬の革命思想とテロリズムを無視し、結局は無罪を宣告する法秩序でもあり、落合を警部補に昇進させて呑み込んでゆく官僚機構の日常的秩序でもあるとし、「この国家権力から庶民社会の底部まで貫徹している、とらえどころのない、どうゆすってもなかなか尻尾を出さない日本の日常性こそ、大いなる〈悪霊〉である」と述べている。
脇坂は、村瀬も落合も立場こそ異なれ、「自らが正しいと信じた理念に固執し、それに殉じようとして惨めな挫折を強いられた」存在であるとし、題名の「日本の悪霊」とは、「こうしたすべてのものを相対化し、風化させていく日本の無神論的な風土、あるいは日常性というものにほかならないように私には思える。そしてあらゆる思想や、変革を志す運動が本当に対決しなければならないのはこの風土であり、日常性であることを作者は言いたかったのだろう」と述べている。遠丸立は同じく題名について、言うまでもなくドストエフスキー『悪霊』を念頭に置いたものであろうとし、『悪霊』は秘密革命組織の指導者だったセルゲイ・ネチャーエフによる同志殺害事件をヒントとした作品だが、高橋は本作において、それからほぼ100年経った「現代日本の悪霊」を描きたかったのだろう、と述べている。

### 他作品との関連
前述の通り、高橋は本作を『憂鬱なる党派』の落とし子的な作品と述べていた。川西政明はこの言葉を受けて、村瀬は『憂鬱なる党派』の西村恆一、『堕落』の青木隆造、『散華』の中津清人と同じく、「あの聖書中にしるされる伝説的な予言者ヨナのごとく存在の不可知論に激怒する憤怒の哲学に憑かれた人間であるといえるだろう」と述べている。また川西は、『邪宗門』を書き上げるまでの高橋の小説手法は、「あらかじめ罰せられ、自己中心の牢獄にいれられた存在の囚人」である人間を一つの極限状況の中に投げ込み、そこからの解放を決意させるというものであり、矛盾は矛盾のままに自己増殖させて果たすべき志を一貫させるという、全的破滅を不可避のものとするものであったとしている。
しかし川西は、高橋は『邪宗門』の結末で、主人公である千葉潔を、高橋の故郷である釜ヶ崎で世と人間を呪いつつ餓死させたことで、自身の思考実験により創造した行為主体者の終局的な運命を描き尽くし、一つの円環を閉じたとする。そして、憤怒の哲学で幕を下ろす作品を書き終えたあとの高橋には、「クライマックスで幕をおろしたあと、人間はいかに生き、それでもなお人間と国家への憤怒の哲学を持続しうるか、その究明こそが肝要であったのであろう」としているが、一方で認識はより暗澹たるものとなっており、次第に言葉を失って「おお、おお」と喘ぐだけの失語症と化してゆく村瀬は、「自死することもなく、餓死することもなく、罰されることもなく、永遠の虚無の前に立ち竦み茫然と立っている者こそ人間である」という高橋の認識を表すものとなっている、としている。
また埴谷雄高は、村瀬と西村は「ともに社会的孤立の極限へ赴き乞食の状態になることによって自己本来の唯一の原点ともいうべきところに到達して、いわば存在が存在の上に重なるごとくに裸かの自己の上に安堵して重なるのである」と述べている。また、両作品を「政治的徒党という点からみて、双生児の兄弟にも似た血縁関係をもった一種の対応作」であるとし、『憂鬱なる党派』では「独楽の廻転がとまってしまったあとの政治的徒党のかたち」が描かれ、『日本の悪霊』では「独楽の廻転を自らとめてしまったあとの徒党のひとりと政治的機構のなかの同じ「乞食型」の人物との双生児ふうな関係」が追求されているとしている。

## 映画
映画『日本の悪霊』は、1970年（昭和45年）12月26日に公開された。監督は黒木和雄。配給は日本アート・シアター・ギルド（ATG）。白黒映画で、上映時間は97分。制作費は約1,200万円。中島正幸プロダクションの第一作作品である。
本作は1972年（昭和47年）2月、『映画評論』が選定した「1971年度映画評論ベストテン」にて、「日本映画ベストテン」の第8位に選出された。また同月には、主演の佐藤慶が、本作と『儀式』の演技により、昭和46年度キネマ旬報賞主演男優賞を受賞した。

### あらすじ
朝鮮戦争の頃に、ある遊撃隊のグループが、リーダーの指示によって群馬県の山林地主を殺害し、金を奪って逃走した。しかし、警察は中央から怠慢を咎められることを恐れ、この事件を、鬼頭という暴力団「鬼頭組」の親分が、単身で起こした縄張り争いの事件だと偽って処理してしまう。そして鬼頭に対しては、身代わりになってもらう代わりに、「天地組」との抗争で鬼頭組に有利に取り計らう、という取引を結んでいた。
一方で、かつて山村工作隊として活動し、群馬の事件にも加わっていた村瀬は、鬼頭組に所属するヤクザとなり、助人の代貸として再び群馬へと戻ってきた。鬼頭は近く出所予定ではあったものの、組長が収監されている鬼頭組は、天地組にその状況をつけこまれて苦境にあり、反撃に出ようとしているところだった。一方、村瀬の目的は、地主殺害事件を主導したリーダーの所在を確かめようとすることだった。
その頃、県警は、あまり重要視していない鬼頭組と天地組との縄張り争いのために、働きの悪い刑事の落合を形式的に派遣する。しかし彼は偶然にも、村瀬と瓜二つの容姿をしていた。村瀬が組からあてがわれたバーのマダム・夏子が、村瀬と間違えて落合と寝ているところに、村瀬が帰ってきたことでそのことが発覚する。村瀬は裸の落合の写真で相手を脅迫し、刑事に成りすまして警察に出入りするようになる。一方で落合もまたヤクザとして生活することとなり、潜在的願望であった自由をつかむこととなる。
村瀬はかつて自分が関わった、山村工作隊の犯罪事件を、警察の立場から洗い直してゆくこととなる。そして単身の鬼頭の殴り込み事件が、警察のでっち上げであったことを突き止めて、署長と鬼頭を詰問する。村瀬は自分たちを裏切った党と、自分たちを見捨てたリーダーに、落とし前をつけろと要求したのである。そして落合もまた、入れ替わりによって、落とし前を要求する権利に目覚めていた。かつて少年航空兵であった彼は、国家の命令で、特攻隊の飛行機を整備し仲間を送り出していたにも拘わらず、敗戦によってそれが過ちだったとされたことで、痛手を負っていたのである。瓜二つの二人を前に、相手がどちらかわからなくなった署長は、「だれでもいい、君がどんな人間でも同じさ。すべてすんだことだ。なかったといってもいい」とふてくされ、その事件はもうとっくに時効だから、なかったことになっている、と答えるばかりだった。二人が求めた落とし前はつかず、事の真相はこうして、闇の中へと葬り去られることとなる。
一方で、村瀬が捜していたかつてのリーダーは、くたびれた和服を着て幼子を背負い、2人の子供と手をつなぎながら歩いていた。「父ちゃんはなあ、昔はある組織にはいってりっぱな仕事をしたんじゃ。国民のためにな」と、今や平凡な市民として、市井の中に溶け込んだ彼は言うのだった。

### 制作経緯
監督の黒木和雄によれば、独立してプロダクションを立ち上げたプロデューサーの中島正幸から、当初は同じ高橋作品の『邪宗門』の映画化を考えていたものの、予算などの理由で難しく、『日本の悪霊』であれば中島自身が実績を持っている日本アート・シアター・ギルド（ATG）で可能かもしれないので読んでくれ、と言われたことが始まりであったという。黒木は即座にその申し出を承諾したが、高橋に関しては黒木自身も「苦悩教」の信徒として、また、1950年代の学生運動を知る同時代者として注目していたことや、自身も一時、山村工作隊に所属していたことがあり、「いろんな意味で、自分をふり返ってみたい」と考えたことも理由としてあった。
映画の内容は、原作とは大きく異なるものとなった。双生児のように瓜二つの、ヤクザと刑事の二人の入れ替わり物語となっており、佐藤慶が、村瀬と落合を一人二役で演じている。黒木によれば、打ち合わせの席で「原作独特のドストエフスキー的な暗さを異化するために、コメディとして、それも当時まさに人気の絶頂を迎えていた東映のヤクザ映画のパロディにしよう」という大胆な提案があり、以前に『キューバの恋人』で学生運動世代の若者の神経を「逆撫で」していた黒木は、ヤクザ映画を支持する彼らを再度「刺戟」することができると考え、その提案に乗ったという。この一人二役の案は、佐藤自身によるものだったとされる。
出演者には様々な層の人間が集められたが、これには劇作家の福田善之の人脈が役立ったとされる。福田の要請により、それまで映画やテレビなどのマスコミ関係の仕事は一切しない方針だった、早稲田小劇場のメンバーが全面協力・総出演することとなり、ヒロインには「どこにでもいるような娘」として、同劇団で活躍していた高橋美智子が抜擢された。また、「五〇年代の過去の化身」として土方巽が選ばれたほか、「フォークの神様」として人気を集めながらも活動を停止して都内に潜伏していた岡林信康を、酒場で発見して出演交渉をし、即座に承諾を得たという。岡林の役は、時々唐突に画面に現れては、「あそこにいる監督が歌え言うから歌う」などと言って、ギターを弾いて歌ったり、冗談を言ったりする、というものだった。
制作に当たっては、黒木は文芸評論家の川西政明と共に、鎌倉の高橋宅を訪ねている。高橋は「映画と小説は別です。自由に料理してください」「あなた方にお任せしたからには、原作者としては、自由に映画化してほしい。映画として、原作と変った形をとってもいい」という立場で、黒木が「シナリオへの忌憚ないご意見を是非いただきたい」と言うと、「……そうですね……村瀬（主人公）が人を殺してしまったというのも、それから青年たちの動きも、つまり、その、この世の貧しさをなくしたいという正義から出ていることをおさえていれば……その、ぼくはそこで書いていますから……」と答え、これが具体的な注文としては唯一のものとなった。
また、原作では京都が舞台であったが、経費の関係上京都での撮影が難しいことや、大阪万博による混雑などから、群馬へと変更されている。オール・ロケは渋川市にて、7月30日から8月26日まで行われた。撮影隊は伊香保温泉の宿を借り切って合宿したため、重労働の疲れを癒すのに、温泉が大いに役立ったという。その後、9月に数日間の東京都ロケを行い、撮影を終了した。
完成プリントが出来上がった際には、高橋は既に体調を崩していたが、小康を得た日に試写が行われ、高橋は「あの、少女が草原を奥へ走っていく場面だけ一寸わからへんかったな……町はやっぱりあの町をえらんでよかったんじゃないですか」「大へん面白い」などと感想を述べた。その後、もう一度友人らとゆっくり観たい旨を黒木に連絡しているが、死去によりその機会は訪れずに終わっている。

### 評価・分析
佐藤忠男は同時代評において、本作は深刻な戦中派的苦悩のパロディで乗り越えた作品であり、早稲田小劇場の俳優たちが、彼らの得意な「壮重深刻なものを滑稽なものに変えてしまう演技術」でよくこなしている、と評している。また、時々現れてはおかしな歌を歌う岡林信康や、大胆なヌード場面も出てくるなど、「そうとうにアナーキーな映画」となっており、そのアナーキーさ加減はもう一押ししてほしかったなどの点はあるものの、才気で見せられてしまった、と述べている。
また後年の評では、中島正幸が脚本を福田に依頼したことが「意表をつく」と述べ、福田が戯曲『真田風雲録』（1962年）にて、歌を取り入れてミュージカルにし、さらに1960年（昭和35年）の安保闘争において、デモの暴徒化を恐れた日本共産党がデモを流れ解散させたことへの風刺も盛り込んだものとなっており、「福田善之が重厚で深刻な新劇の伝統を離れて、軽妙で機知に富んだスタイルで政治を語ろうとしたことは、数年後に、（中略）いわゆるアングラ劇（アンダー・グラウンド演劇）が起こることの前触れだったかもしれない」としている。
また佐藤は、村瀬が山村工作隊時代に起こした事件を回想する場面で、村瀬ではない別人の声で、当時の様子を説明する声が入っていることに触れ、実はこれは黒木の声であるが、一般の観客には当然わからず、「明らかに作品を混乱させている」と指摘している。そして、唐突に時折現れる岡林信康の存在とも併せて、「普通、こうして見る者に混乱を起こさせる映画は失敗作と呼ばれることになる」としている。その一方で、「しかし作家にはときに、やむにやまれぬ失敗作というものがあるのではないか」とし、「黒木和雄は迷いに迷っていたのだと思う。そして自分の迷いに正直だったのだと思う。村瀬の回想らしい場面を自分の回想らしい場面に作り直すことも可能だったはずだが、双方が立脚する気分はそれぞれ相容れないほど違う。（中略）そこで片方を捨てるのではなく、村瀬の物語は物語として描いて、それに異をとなえているかのような自分の声をナレーションとして重ねずにいられなかったのではないか」と考察している。そして本作を、「深刻なようでふざけており、ふざけているようで大まじめである。その間の統制がとれているとはいえない。その意味でも成功した作品ではない。しかしこの作品では、深刻な主題をどうしたら深刻でなく語ることができるか、観念的な思い込みを具体的な経験にひきもどすとどういうことになるか、などなどの点で奔放で面白い実験が行われている」と評価している。
滝沢一は、本作には高橋・黒木・福田の3人のベクトルが共存しており、それぞれの意志と方向を主張していて一見アンバランスに見えながらもバランスがあり、「この映画の提起している問題の複雑さ、怪奇さが、そのまま画になったような趣きがある」と述べている。滝沢は、高橋は「下降型」、福田は1950年代の精神を一定の距離から受け止めて面白おかしく解説する、軽佻派の旗手ともいうべき「見切り型」、そして黒木をそのどちらでもない「居直り型」であるとし、1950年代の指導部の裏切りに怨念は抱いておりながらも、直線的に下降して追求してゆく原作とは異なり、自分の怨念の中に居直って、絶叫も自嘲もしないのである、としている。
そして滝沢は、一人二役を演じた佐藤慶は、役を大きく演じ分けることはせずに神妙に演じているが、本来は演技者として2人のコントラストを鮮明にしたい意欲があったのではないかとし、二者の間にもっと距離を作って、しょぼくれた刑事はもっとしょぼくれ、ヤクザはもっとヤクザらしくして、二者の間にもっと距離を作っておくことで、最後の2人での斬り込みにカタルシスを持たせるところまで行っても面白かったのではないか、としている。そして佐藤のベクトルも併せて、四者のベクトルが作品的統一の妨げになってはおらず、「むしろそれらのベクトルが交錯し、共同し、反発し合うことによって、そこに観客が介入し、参加する空間を作っている点が、私には一つの魅力であった」と評している。
磯田光一は、本作は大胆に原作を改変しているが、「原作がモダナイズされた分量だけ原作の憤怒の質量は軽減し、青年の憤怒が妙に小児性を帯びてしまっている」「長髪の青年の歌うあまりにも戦後的な歌のリズムによって、全体のトーンが著しく底の浅いものになってしまっている」とし、映像的手法として成功しているとは言い難い、と評価している。また、ラストに流れるオプティミスティックな歌も主題をぶち壊しにしているとし、「人間は幸福を求めると同時に、進んで苦痛を求める生き物だ。そして自罰の季節が終ったとき、ただの人間の、ただの日常生活のうちにしか、自罰の希求を癒す根拠のないことを描いてほしかった」と述べている。
菅孝行は、「試写を見た限りでは、ただ、ただ失望であった。黒木は、高橋和巳の原作よりも、福田善之の脚本よりも、数段低いレベルで仕事をしたにすぎない。黒木は、高橋が描き出そうとした、近代国家における村瀬や落合の無残な潰滅のいみも、それを〈喜劇〉に仕立てることによって、日本の特殊五〇年代的な党的政治エピソオドを、新たな地平にひきずり出し、今日的なテーマと結合しようとした福田脚本のいみも、全く理解していないのではないか、と思われる」と述べている。

#### 大島渚の批判
大島渚は、『映画批評』1971年2月号に発表した「日共の悪霊＝黒木和雄」にて、本作を強く批判した。大島は、台本を読んだ段階で「危惧と不満」が頂点に達し、渡辺文雄に意見を申し述べたとし、そのような異例の行動をとった理由として、「事柄が余りに重大だと考えたからである。その事柄とは、結果的にこの作品は日共擁護になる、ということであった。一九五〇年代の日共の極左方針は、党の誤ちではなく警察のスパイとそれに乗ぜられた一部の分子の責任であるというのが、日共の現指導部の公式見解であり、誤ちはすべて権力の陰謀とそれに乗ぜられた分子の責任によるものであって、日共そのものは終始無謬であったというのが、日共の一貫した姿勢であることは、今日ではもはや常識である筈である」と述べている。そして実際に見た感想としても、「これはほとんど映画以前の映画である」「全員脳軟化症にかかっていたのではないか」とし、監督の黒木についても「愚昧極まりない脚本から更に一歩も出られなかった」「黒木自身も撮っている一つ一つのショットの意味がわかっていたかさえ非常に疑わしい。それにしばしば挿入される無意味なひまわりや夏の野原は一体何だ。あんなもので何かの意味があると思っているのだろうか。その意味では、フォークソングの挿入にしても同じだ。すべて何かの映画の借り物のイメージ以外の何ものもない。そしてドラマの骨格は全く陳腐な瓜二つ物語でしかないのだから困ったものだ」と評している。
また大島は、「解決（おとしまえ）には時効はねえ！」との惹句に対しても、「黒木は何を相手にどうおとしまえをつけようとしているのか」わからないとし、終盤で村瀬が殴り込みをかけにいくという展開も、「パターンでイメージ化されているので全く力が弱い」「警察とヤクザと体制がグルだというぐらいなら五社の映画ででも出来る。はるかに立派にやっている」「五社の映画ででも出来ることをやるためなら、仰々しく高橋和巳の原作など持って来なければいい」と述べている。そして、「それにしても「日本前衛同盟××地区××細胞……」なんて言葉がよく平気で使えるね。それも文字の上ならまだしも、よくセリフとして聞いて恥しくないね。何故いえないのだ、日共とはっきりと。黒木和雄にはまだどうやら日共の悪霊がとりついているのだ」と批判している。
この批判に対して黒木は、高橋の死去を受けて『映画評論』1971年7月号に発表した『高橋和巳の死と私の「儀式」への若干の断片』にて、原作でも「日共」という言葉は出てこない、と反論している。そして、何故原作でも名前が明示されないのかという問い自体が空しいものであるとしつつ、「……作者の設定が、政治思想状況として五〇年代の日共軍事方針と六全協などを明らかに素材的にふまえていることは読者にとっても自明のことであるからである。作者は表現として、その党派を「日本共産党」と限定することを避けたに過ぎない。が、限定することによって、こぼれ落ちるものがあることを作者は同時に視ているのである。高橋文学の特徴は登場人物の特異性によって読者を傍観者風な優位性にたたせ安堵させることをしない。村瀬が日共党員であったか否かは、この小説ではもはや二義的なことである」と主張している。

### キャスト
- 村瀬勝／落合刑事 - 佐藤慶
- 後藤署長 - 観世栄夫
- 鬼頭正之助 - 高橋辰夫（早稲田小劇場）
- 少女 - 高橋美智子（早稲田小劇場）
- 夏子 - 堀井永子
- 鬼頭竜子 - 奈良あけみ
- 川田部長 - 榎本陽介
- 警官 - 岡村春彦
- 県警本部・山口 - 林昭夫
- 伊三次膳内 - 成瀬昌彦
- 東 - 丸茂光紀
- 子分 - 坂本長利
- 子分 - 蔦森皓祐（早稲田小劇場）
- 子分 - 深尾諠（早稲田小劇場）
- 子分 - 鈴木両全（早稲田小劇場）
- 子分 - 土井通肇（早稲田小劇場）
- 子分 - 倉沢周平（早稲田小劇場）
- 子分 - 関口瑛（早稲田小劇場）
- リーダー - 土方巽
- 歌手 - 岡林信康
- 馬場 - 渡辺文雄
- パチンコ屋親父 - 殿山泰司
- エキストラ - 早川義夫[98]

（出典：）

### スタッフ
- 監督 - 黒木和雄
- 製作 - 中島正幸、福地泡介
- 原作 - 高橋和巳
- 脚本 - 福田善之
- 編集 - 田村嘉男
- 撮影 - 堀田泰寛
- 照明 - 岩崎定雄
- 美術 - 平田逸郎
- 音楽 - 岡林信康、早川義夫
- 録音 - 安田哲男、アオイ・スタジオ
- 記録 - 内田絢子
- 題字 - 中野翆畦
- タイトル - 高具秀雄
- 進行 - 吉田勝彦
- 現像 - 東洋現像所
- 衣裳 - 東京衣裳

（出典：）

### 映像ソフト
| 発売日       | レーベル          | 規格 | 規格品番  | 備考 |
| ------------ | ----------------- | ---- | --------- | ---- |
| 2003年7月7日 | TEC COMMUNICATION | DVD  | TEC-03003 |      |

## 書誌情報

### 刊行本
- 文庫版『日本の悪霊』〈新潮文庫〉（新潮社、1980年10月25日）
  - 解説：遠丸立。
- 文庫版『高橋和巳コレクション9 日本の悪霊』〈河出文庫〉（河出書房新社、1997年1月）
- 文庫版『日本の悪霊』〈河出文庫〉（河出書房新社、2017年6月20日）
  - 解説：小林坩堝。カバーデザイン：岩瀬稔。カバー写真：森山大道。カバーフォーマット：佐々木暁。

### 全集収録
- 『高橋和巳作品集6 日本の悪霊 暗殺の哲学 散華 他』（河出書房新社、1969年10月10日）
  - 収録作品：「日本の悪霊」「暗殺の哲学」「散華」「散華の世代―往復書簡」
- 『現代の文学31 高橋和巳』（講談社、1971年10月18日）
  - 収録作品：「日本の悪霊」「堕落」「散華」
- 『高橋和巳全小説9 日本の悪霊』（河出書房新社、1975年4月10日）
  - 収録作品：「日本の悪霊」
- 『高橋和巳全集 第九巻 小説9』（河出書房新社、1977年12月15日）
  - 収録作品：「日本の悪霊」「革命の化石」